# Athena (misión a Marte)

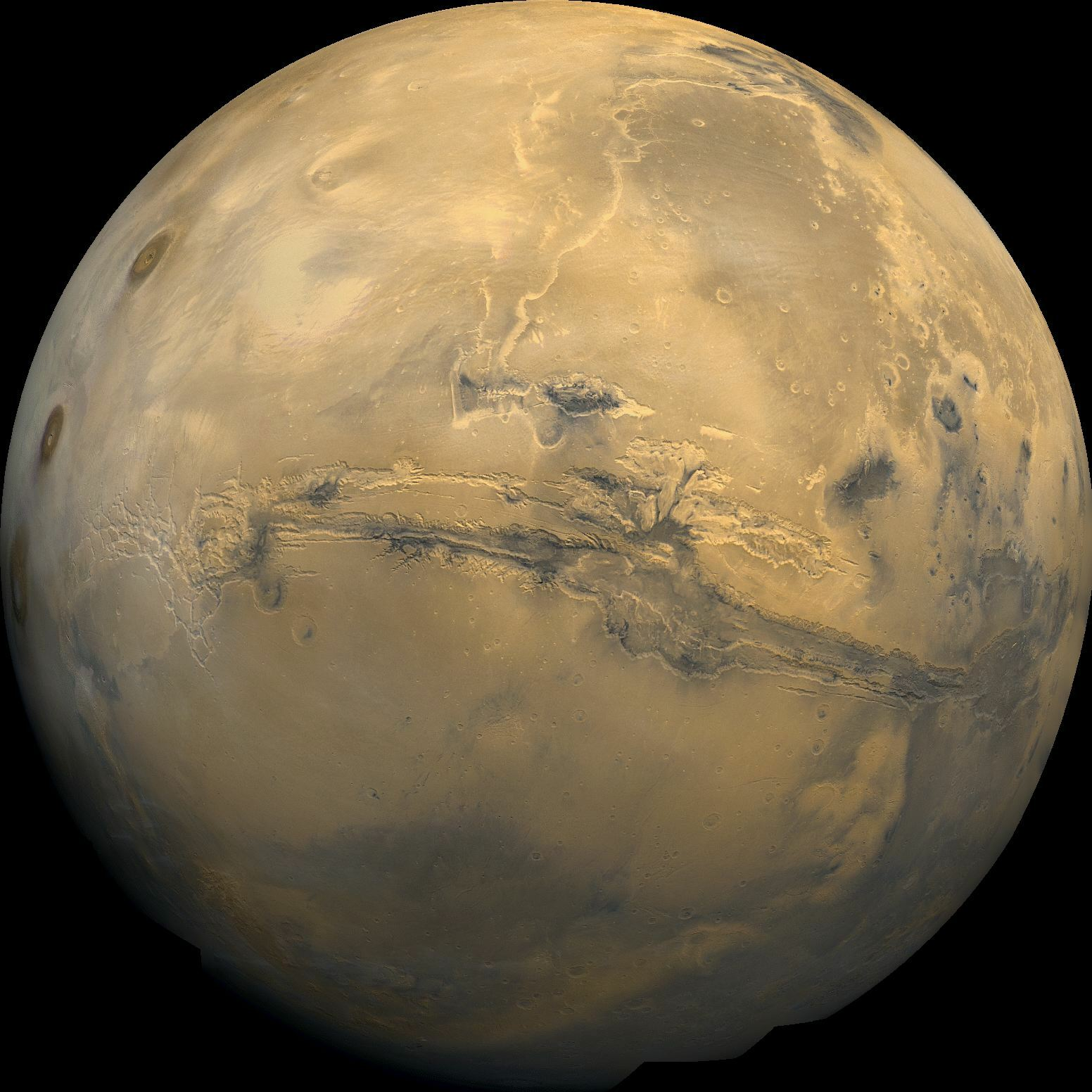
Marte, el objetivo de la misión Athena.

Athena fue un proyecto de misión tripulada a Marte ideado por Robert Zubrin en 1996.
Athena consistiría en un sobrevuelo tripulado del planeta, diseñado de tal modo que la nave permanecería en las cercanías de Marte durante un año terrestre mientras la tripulación operaría de manera remota sondas en la superficie y atmósfera marcianas, eliminando el retraso de entre 10 y 14 minutos que tiene lugar en la comunicación de las sondas robóticas con la Tierra.
La nave de la misión Athena seguiría una órbita de baja energía para llegar a Marte, donde utilizaría su gravedad para cambiar el plano de su órbita 9,5 grados respecto del plano de Marte y en una órbita tal que viajaría paralela al planeta durante un año. Mientras, los tripulantes manejarían remotamente cuatro rovers en superficie que habrían sido enviados por separado. Al final del año de sobrevuelo, la nave volvería a acercarse a Marte para ser enviada en un viaje de nueve meses de retorno a la Tierra. Al aproximarse a la Tierra la tripulación utilizaría un vehículo de reentrada para amerizar y ser recuperados. El tiempo total de la misión sería de 2,5 años.
La tripulación de Athena estaría formada por dos personas. La nave en sí y el cohete de inyección en órbita transmarciana serían ensamblados en órbita baja terrestre utilizando dos transbordadores espaciales y cuatro cohetes Proton. Los cuatro rovers marcianos serían lanzados cada uno por separado mediante cohetes Delta o Molniya. También podrían incluirse aviones robóticos capaces de volar en la atmósfera marciana o globos equipados con instrumentación.
La nave tendría 5 metros de diámetro y 15 metros de largo. Giraría para generar gravedad artificial y utilizaría paneles solares para producir entre 5 y 10 kW de potencia. La masa total sería de 29,5 toneladas, desglosadas del siguiente modo:
- Estructura habitable: 4 toneladas
- Sistema de soporte vital: 2 toneladas
- Consumibles (agua, comida, oxígeno para 900 días): 7,7 toneladas
- Sistema eléctrico: 1 tonelada
- Sistema de control a reacción: 0,5 toneladas
- Comunicaciones: 0,2 toneladas
- Equipamiento científico: 0,2 toneladas
- Tripulación: 0,2 toneladas
- Trajes EVA: 0,4 toneladas
- Mobiliario e interior: 0,5 toneladas
- Cápsula de reentrada: 4 toneladas
- Repuestos y margen (25%): 5,2 toneladas

Se consideraron tres trayectorias posibles:
- Lanzamiento el 16 de abril de 2001; encuentro con Marte del 16 de noviembre de 2001 al 16 de noviembre de 2002; amerizaje el 16 de octubre de 2003.
- Lanzamiento el 20 de julio de 2003; encuentro con Marte del 15 de julio de 20014 al 20 de julio de 2004; amerizaje el 15 de mayo de 2006.
- Lanzamiento el 29 de agosto de 2005; encuentro con Marte del 1 de octubre de 2006 al 15 de agosto de 2007; amerizaje el 5 de mayo de 2008.

El coste total habría sido de 2148 millones de dólares:
- Habitación (utilizando tecnología desarrollada para la ISS): 400 millones de dólares
- Cápsula de reentrada: 100 millones de dólares
- Cuatro rovers marcianos: 200 millones de dólares
- Operaciones: 100 millones de dólares
- Dos lanzamientos del transbordador: 600 millones de dólares
- Cuatro lanzamientos del Proton: 280 millones de dólares
- Dos lanzamientos del Delta: 110 millones de dólares
- Reservas y contingencias (20%): 358 millones de dólares

Zubrin defendió el concepto Athena definiéndolo como una misión rompehielos: una manera rápida y barata de demostrar la posibilidad de un vuelo interplanetario tripulado de larga duración, y lo contrapuso al plan de la NASA de 30 años de extensión en el que se gastarían enormes sumas de dinero y tiempo para intentar eliminar todo riesgo y solucionar el problema de los vuelos de larga duración en ingravidez.